# Guist
Guist – wieś w Anglii, w hrabstwie Norfolk, w dystrykcie Breckland. Leży 29 km na północny zachód od Norwich i 161 km na północny wschód od Londynu.
Miejscowość liczy 242 mieszkańców.